# Pompeo Ugonio
Pompeu Ugoni , Pompeio Ugonius, também conhecido sob o nome de Pompeo Pompeo ( 1550 aproximadamente - Roma , 28 de abril de 1614 ), era um religioso, bibliotecário e antiquário italiano.

## Biografia
Pompeo Ugonio frequentou o Colégio Romano, onde se formou em artes em 1569. Entre seus professores, ele provavelmente tinha os jesuítas Fulvio Cardulo, Giovanni Pietro Maffei, Domenico Buonacorsi, Orazio Torsellini e Paolo Comitoli.
Na ocasião de sua formatura, ele teve um resumo das teses que defenderia publicamente, publicado em um volume dedicado ao cardeal Giacomo Savelli . Cânone da Basílica do Vaticano (1572), nos anos 70, foi bibliotecário e antiquário do cardeal Ascanio Colonna, um grande colecionador de antiguidades. Em 4 de novembro de 1586, Ugonio obteve a cadeira de retórica no Archiginnasio della Sapienza romano e realizou sua prolusão inaugural De lingua Latina (Romae, apud Ioannem Martinellum, 1586). Quando o Papa Sisto V mudou o obelisco do Vaticano para sua posição atual na Praça de São Pedro em 1586, Ugonio comemorou o feito, criado pelo arquiteto Domenico Fontana, em uma série de poemas publicados em 1587 com o título De sanctissima cruce in vertice obelisci vaticani.
Pompeo Ugonio também foi autor de louvores funerários, como os dos cardeais Giacomo Savelli, Anton Maria Salviati (1537–1602) e Andrea da Áustria e escritos comemorativos do Papa Leão X.
A Historia delle stationi di Roma é a principal obra de Ugonio. Publicada em 1588 e dedicada a Camilla Peretti, irmã do Papa Sisto V, foi o prelúdio de um trabalho muito maior que consumia Ugonio até sua morte em 1614, o Theatrum urbis Romae, uma coleção de material erudito de tamanho tão vasto que nunca viu a publicação e sobrevive hoje apenas em duas grandes coleções de manuscritos (Cod. Cuba. Barb. Lat. 1994, e Sra. I, 161, Ariostea Library, Ferrara). Em uma série de mapas esquemáticos, Ugonio traçou a história de Roma como um continuum desde suas origens, passando pela transformação em uma capital cristã, até atingir o clímax em seu tempo, com o plano urbano previsto e, em parte, elaborado por Papa Sisto V. As informações coletadas por Ugonio no Theatrum, desordenadas e, portanto, difíceis de decifrar, dizem respeito tanto a descobertas antigas quanto a monumentos contemporâneos, com uma clara ênfase na antiguidade.
Seu contemporâneo mais antigo, o humanista e pesquisador renascentista Fulvio Orsini, definiu-o em uma carta de 7 de julho de 1589: um jovem romano e muito bem encaminhado nas letras.
Segundo Francesco Maria Torrigio (1580-1650), Pompeo Ugonio era bem conhecido por sua erudição e foi particularmente apreciado pelo Papa Clemente VIII, que o considerou para uma posição no palácio apostólico.

## Publicações
- Ugonio, Pompeo (1586). De lingua latina oratio (em latim). [S.l.]: apud Ioannem Martinellum
- Ugonio, Pompeo (1588). Oratio de laudibus literarum (em latim). [S.l.]: apud Iacobum Ruffinellum
- Ugonio, Pompeo (1587). Oratio in funere Jacobi Sabelli cardinalis (em latim). [S.l.]: apud V. Accoltum
- Ugonio, Pompeo (1587). Oratio in anniversariis exequiis Leonis X (em latim). [S.l.]: excudebat Vincentius Accoltus
- Ugonio, Pompeo (1587). De sanctissima cruce in vertice obelisci Vaticani (em latim). [S.l.]: ex typographia Vincentij Accolti
- Ugonio, Pompeo (1588). Historia delle Stationi di Roma che si celebrano la Quadragesima. [S.l.]: appresso Bartolomeo Bonfadino
- Ugonio, Pompeo (1601). Oratio habita in funere serenissimi principis Andreae S. R. E. Card. ab Austria (em latim). [S.l.]: apud Stephanum Paulinum
- Ugonio, Pompeo (1603). In funere amplissimi cardinalis Antonii Mariae Salviati oratio ad sacrum senatum (em latim). [S.l.]: Apud A. Zannettum